# Lista kolejkowa
Lista kolejkowa (znana też jako społeczna lista kolejkowa) – sposób samoorganizacji społecznej (zjawisko społeczne), za pomocą którego nieoznaczona grupa osób (odbiorców) oczekujących w kolejce próbuje wejść w posiadanie określonego i zarazem deficytowego dobra materialnego lub usługi.
Zjawisko było codziennością w latach 80. XX wieku, w ostatnich latach PRL.
Listy kolejkowe w Polsce po 1990 roku zdarzają się bardzo rzadko, ale pojawiły się np. w czasie sprzedaży akcji niektórych spółek przez Skarb Państwa (m.in. w 2004 roku akcji PKO BP) oraz w 2009 roku w związku z przyznawaniem puli środków unijnych na program promujący rozwój usług elektronicznych.